# Tereprali-OB
A bajnokság 1993-ban vált hivatalossá.

## Abszolút bajnokok
| Év   | Bajnok            | Bajnok           | Csapat                         | Autó                  |
| Év   | Versenyző         | Navigátor        | Csapat                         | Autó                  |
| ---- | ----------------- | ---------------- | ------------------------------ | --------------------- |
| 1992 | Benyó Miklós      | Hujber János     | 4WD Club Budapest              | Mitsubishi Pajero     |
| 1993 | Balázs János      | Jójárt András    | Váci Autó SE                   | Renault Buggy         |
| 1994 | Gál István        | Oroszlán Tibor   | Váci Autó SE                   | Mitsubishi Pajero     |
| 1995 | Selmeczi György   | Jutassy József   | Stoll SE                       | Land Rover            |
| 1996 | Selmeczi György   | Jutassy József   | Stoll SE                       | Rover-Audi            |
| 1997 | Gál István        | Oroszlán Tibor   | Váci Autó SE                   | Ssang Yong Musso      |
| 1998 | Benyó Miklós      | Brassai György   | 4x4 Off Road Club SE           | Range Rover-Audi      |
| 1999 | Gál István        | Oroszlán Tibor   | Váci Autó SE                   | G Proto 5.0           |
| 2000 | Gál István        | Oroszlán Tibor   | 4x4 Off Road Club SE           | G Proto 5.0           |
| 2001 | Gál István        | Oroszlán Tibor   | 4x4 Off Road Club SE           | G Proto 5.0           |
| 2002 | Benyó Miklós      | Maurer Péter     | Premier Motorsport Club        | Hyundai Galopper      |
| 2003 | Gál István        | Oroszlán Tibor   | Autó Eldorádó MSE              | G Proto 5.0 EVO II.   |
| 2004 | Gál István        | Oroszlán Tibor   | Art Off Road SE                | G Proto 5.0 EVO II.   |
| 2005 | Gál István        | Oroszlán Tibor   | Art Off Road SE                | G Proto 5.0 EVO II.   |
| 2006 | Kis Sándor        | Czeglédi Péter   | RTL Motorsport Klub Egyesület  | Nissan Navara Pick Up |
| 2007 | Kis Sándor        | Czeglédi Péter   | 4x4 Motor Sport Klub           | Nissan Navara Pick Up |
| 2008 | Palik László      | Darázsi Gábor    | RTL Motorsport Klub Egyesület  | Nissan Navara Pick Up |
| 2009 | Miroslav Zapletal | Tomas Ourednicek | Gar-Zone R.O.P. Kft.           | Mitsubishi L200       |
| 2010 | Szalay Balázs     | Bunkóczi László  | Opel Dakar Team                | Chevrolet Blazer      |
| 2011 | Fazekas Károly    | Horn Albert      | 4x4 Off Road Club SE           | BMW X5                |
| 2012 | Fazekas Károly    | Horn Albert      | Fazekas Motorsport Racing Kft  | BMW X5                |
| 2013 | Fodor Imre        | Csató Attila     | Arrabona rally Club            | Toyota Hilux          |
| 2014 | Fekete György     | Tóth György      | Cargo Racing Kft.              | Toyota Hilux          |
| 2015 | Fazekas Károly    | Szenáki László   | Fazekas Motorsport Racing Kft. | BMW X6 RR             |
| 2016 | Miroslav Zapletal | Bartosz Momot    |                                | H3 EVO VII            |
| 2017 |                   |                  |                                |                       |